# Saint-Privat-de-Champclos
Saint-Privat-de-Champclos este o comună în departamentul Gard din sudul Franței. În 2009 avea o populație de 308 de locuitori.

## Evoluția populației
| An        | 1975 | 1982 | 1990 | 1999 | 2006 | 2009 |
| --------- | ---- | ---- | ---- | ---- | ---- | ---- |
| Populație | 173  | 189  | 212  | 203  | 282  | 308  |